# Sphaeriidae
Famille
Synonymes
- voir paragraphe #Synonymes

Les Sphaeriidae sont une famille de mollusques bivalves d'eau douce dans la super-famille des Sphaerioidea de l'ordre des Sphaeriida.

## Historique
La famille des Sphaeriidae est décrite en 1855 par le conchyliologue français Gérard Paul Deshayes (1795-1875),. 

### Synonymes
- Corneocycladidae Hannibal, 1912[2]
- Musculiinae Starobogatov, 1984 junior subjective synonym[2]
- Pisidiidae Gray, 1857[2]

## Liste des genres
Selon World Register of Marine Species (16 décembre 2018) :
- genre Afropisidium Kuiper, 1962
- genre Euglesa Jenyns, 1832
- genre Eupera Bourguignat, 1854
- genre Musculium Link, 1807
- genre Odhneripisidium Kuiper, 1962
- genre Pisidium C. Pfeiffer, 1821
- genre Sphaerium Scopoli, 1777

### Publication originale
- [1855] (en) Gérard Paul Deshayes, « Catalogue of the Conchifera or bivalve shells in the collection of the British Museum. British Museum, London, Part I. Cyprinidae, Veneridae and Glauconomidae, pp. ii + 216 pp. [introduction by J. E. Gray] [27 June 1853]; Part II, Petricoladae (concluded), Corbiculadae, pp. 217-292 [title page dated "1854"; 12 May 1855]. », British Museum, Londres,‎ (1853-1855), p. 2-261 (lire en ligne).